# Китовский
Китовский — упразднённый в 1918 году посёлок, вошедший в черту города Инза Ульяновской области России.

## География
Посёлок находился на реке Сюксюм, в 1 км от железнодорожной станции Инза, в 2 км от сельца Высоком Пазухине. Ближайшие села: Китовка в 3 км, Труслейка в 6 км и Вырыпаевка в 10 км. Расстояние до Симбирска 162 км, до Карсуна 72 км.

## История
Посёлок Китовский основан в 1897 году при строительстве Московско-Казанской железной дороги, железнодорожной станции Инза и строительстве ветки Инза — Симбирск I, жителями села Китовка, а также других окрестных сел: Пазухино, Труслейка, Сюксюм, Троицкое, Оськино, Большие Озимки.
В 1903 году в частном доме открывается церковно-приходская школа.
В 1905 году появился первый лесопильный завод Бутлерова, а несколько позже — лесопильный завод «Парамонова и К°».
В 1913 году ж/д станция Инза и посёлок при станции Китовский сливаются в один посёлок, который в статистических отчётах называется посёлком Инза при железнодорожной станции. Но объединение произошло в 1918 году, когда был создан сельсовет, а станция Инза и посёлок Китовский стал называться посёлком Инза и стал волостным центром.

## Население
- На 1913 год — Китовский посёлок при ст. «Инза» в 67 дворах жило: 263 муж. и 279 жен.[3];